# 혼성교육

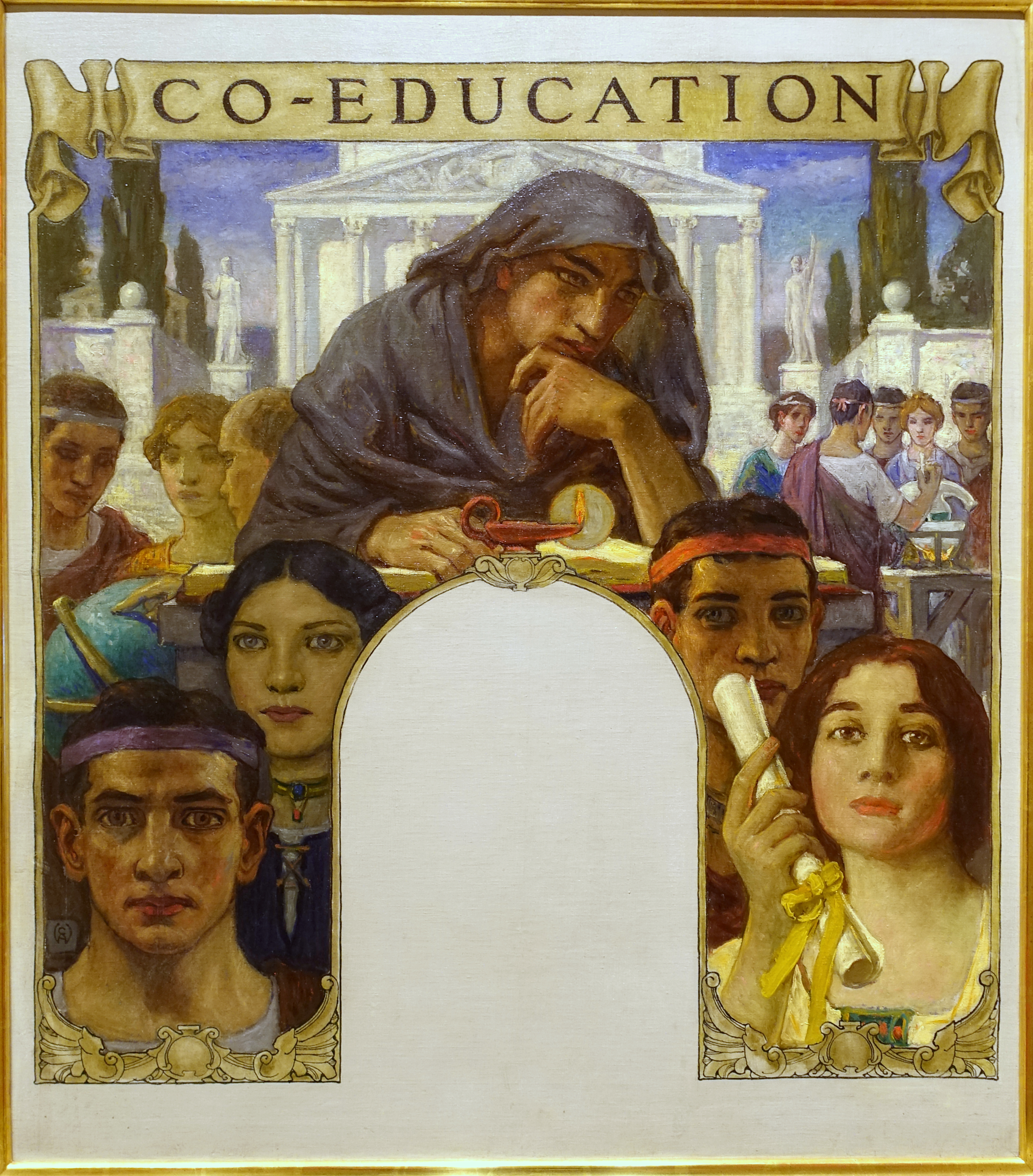
찰스 앨런 윈터의 혼성교육, 1915년경

혼성교육(混性敎育, 영어: mixed-sex education, coeducation, coed) 또는 남녀공학은 남녀학생이 같이 다니는 교육하는 체계를 말한다.

## 개요
혼성교육의 역사는 18세기 초부터 시작된다. 최초로 혼성교육을 실시한 학교는 영국의 테니슨 대주교 영국 국교회 고등학교로 1714년부터 실시하였다.

## 국가별

### 대한민국
현재 대한민국에서의 혼성교육은 모든 학교에서 보편적인 교육체계이다. 초등학교는 1960년대 이후로 학생 수 감소로 실질적으로 단성인 경우를 제외하면 모든 초등학교가 남녀공학이다. 중학교와 고등학교는 단성학교보다 혼성학교가 더 많은 비중을 차지한다. 대학교는 여자대학 14개교를 제외하고 모두 혼성학교이다.
대한민국에서는 혼성교육내에서도 남녀합반과 남녀분반으로 더 세부적으로 나뉘는데 남녀합반은 남녀 상관없이 신입생 지원과 반 편성시에 남녀를 합반시킨 학교의 형태이고, 남녀분반은 학교에서는 신입생을 남녀 모두 받도록하지만 반 편성시 남성과 여성을 분리하는 학교이다. 예를 들어 홀수반은 남학생, 짝수반은 여학생을 쓰는 경우가 이에 해당된다.

### 일본
일본에서의 혼성교육은 한국과 비슷한 체계를 가지고 있지만, 실질적으로는 메이지 시대 이후로부터 학교를 남학생, 여학생 모두 분리시켜서 독립된 형태로 교육하게 하도록 규칙이 제정되어 있다. 1947년에는 일본 내에서의 교육법이 개정되면서, 교육기본법을 근거하여 남녀는 서로 경중하고 협력해야 한다는 것으로, 교육과 관련된 성차별을 없애고 진입 장벽을 낮추자는 취지로, 교육에서는 남녀공학을 인정해야 한다는 원칙을 두었기 때문이다. 하지만 2006년에 한번 더 개정되었을 때에는 남녀공학에 관한 규정을 삭제하였기 때문이다. 이유는 교육기본법을 다시 정립하려는 의도와도 연관이 있다.

## 같이 보기
- 단성교육(single-sex education)